# Siorac-de-Ribérac
 Siorac-de-Ribérac  (en occitano Sieurac de Rabairac) es una población y comuna francesa, situada en la región de Aquitania, departamento de Dordoña, en el distrito de Périgueux y cantón de Ribérac.

## Demografía
| 291 | 270 | 226 | 228 | 227 | 265 |
| Para los censos de 1962 a 1999 la población legal corresponde a la población sin duplicidades (Fuente: INSEE [Consultar]) |     |     |     |     |     |